# Lego Batman
Lego Batman es una franquicia de videojuegos de acción-aventura desarrollada por Traveller's Tales y basada en los personajes de DC Comics. Hasta el momento consta de tres entregas principales, disponibles en múltiples plataformas de consolas y PC.

## Historia
Tras el éxito de títulos como Lego Star Wars y Lego Indiana Jones, Traveller's Tales y Warner Bros. Interactive Entertainment comenzaron una colaboración con DC Comics para desarrollar un videojuego centrado en Batman y su universo.  La primera entrega, Lego Batman: El Videojuego, se lanzó en 2008 y fue el inicio de una trilogía que posteriormente incorporaría a otros superhéroes y villanos del Universo DC, expandiendo la franquicia más allá de Gotham City.

## Videojuegos
- Lego Batman: El Videojuego (2008), primera entrega de la saga, lanzada para PlayStation 2, PlayStation 3, PlayStation Portable, Xbox 360, Wii, Nintendo DS, Microsoft Windows y Mac OS X.
- Lego Batman 2: DC Super Heroes (2012), secuela que introdujo un mundo abierto y personajes adicionales del Universo DC. Estuvo disponible para PlayStation 3, PlayStation Vita, Xbox 360, Wii, Nintendo DS, Nintendo 3DS, Wii U, Microsoft Windows y Mac OS X.
- Lego Batman 3: Beyond Gotham (2014), tercera entrega de la franquicia y secuela directa de Lego Batman 2. Fue publicada para PlayStation 4, PlayStation 3, PlayStation Vita, Xbox One, Xbox 360, Wii U, Nintendo 3DS, Microsoft Windows, Mac OS X y dispositivos iOS.

## Recepción
La saga Lego Batman ha recibido críticas generalmente positivas por parte de la prensa especializada.
- Lego Batman: El Videojuego destacó por su jugabilidad accesible y humor característico, aunque fue criticado por su repetitividad.
- Lego Batman 2: DC Super Heroes fue aclamado por introducir un mundo abierto y por ser el primer título de LEGO con diálogos completos.
- Lego Batman 3: Beyond Gotham recibió elogios por la gran cantidad de personajes jugables, aunque algunos críticos señalaron que perdió parte de la frescura de sus predecesores.

## Expansiones y contenido adicional
Lego Batman 3: Beyond Gotham contó con varios contenidos descargables (DLC) que añadieron nuevos niveles y personajes, entre los que se incluyen:
- Batman of the Future Character Pack
- The Squad Pack
- Bizarro World Pack
- The Dark Knight Pack
- Arrow Pack
- Man of Steel Pack

## Personajes jugables
Una de las características principales de la saga es la amplia variedad de personajes jugables.
- En Lego Batman: El Videojuego, los jugadores podían controlar a Batman, Robin y diversos villanos clásicos como The Joker, Harley Quinn y The Penguin.
- En Lego Batman 2: DC Super Heroes, se amplió el elenco para incluir a Superman, Wonder Woman, The Flash, Green Lantern, Lex Luthor y otros héroes y villanos del Universo DC.
- En Lego Batman 3: Beyond Gotham, el número de personajes alcanzó más de 150, incluyendo versiones alternativas de héroes, miembros de la Liga de la Justicia, Linternas de colores, y cameos de personajes menos conocidos de DC.

## Curiosidades
- Lego Batman fue la primera serie de videojuegos de LEGO centrada en un único superhéroe.
- Lego Batman 2: DC Super Heroes fue el primer videojuego de LEGO en incluir voces y diálogos completos.
- Lego Batman 3: Beyond Gotham introdujo escenarios fuera de la Tierra, llevando a los personajes a distintos planetas y bases espaciales.
- La trilogía abrió la puerta a posteriores videojuegos de LEGO basados en superhéroes, como Lego Marvel Super Heroes.